# Ludwig Adolf Wilhelm von Lützow
Ludwig Adolf Wilhelm Freiherr von Lützow (Berlín, 8 de mayo de 1782 - ibídem, 6 de diciembre de 1834) fue un teniente general prusiano notable por organizar y comandar el cuerpo de voluntarios Lützow Freikorps durante las guerras napoleónicas. Provenía de la Casa de Mecklemburgo.

## Primeros años

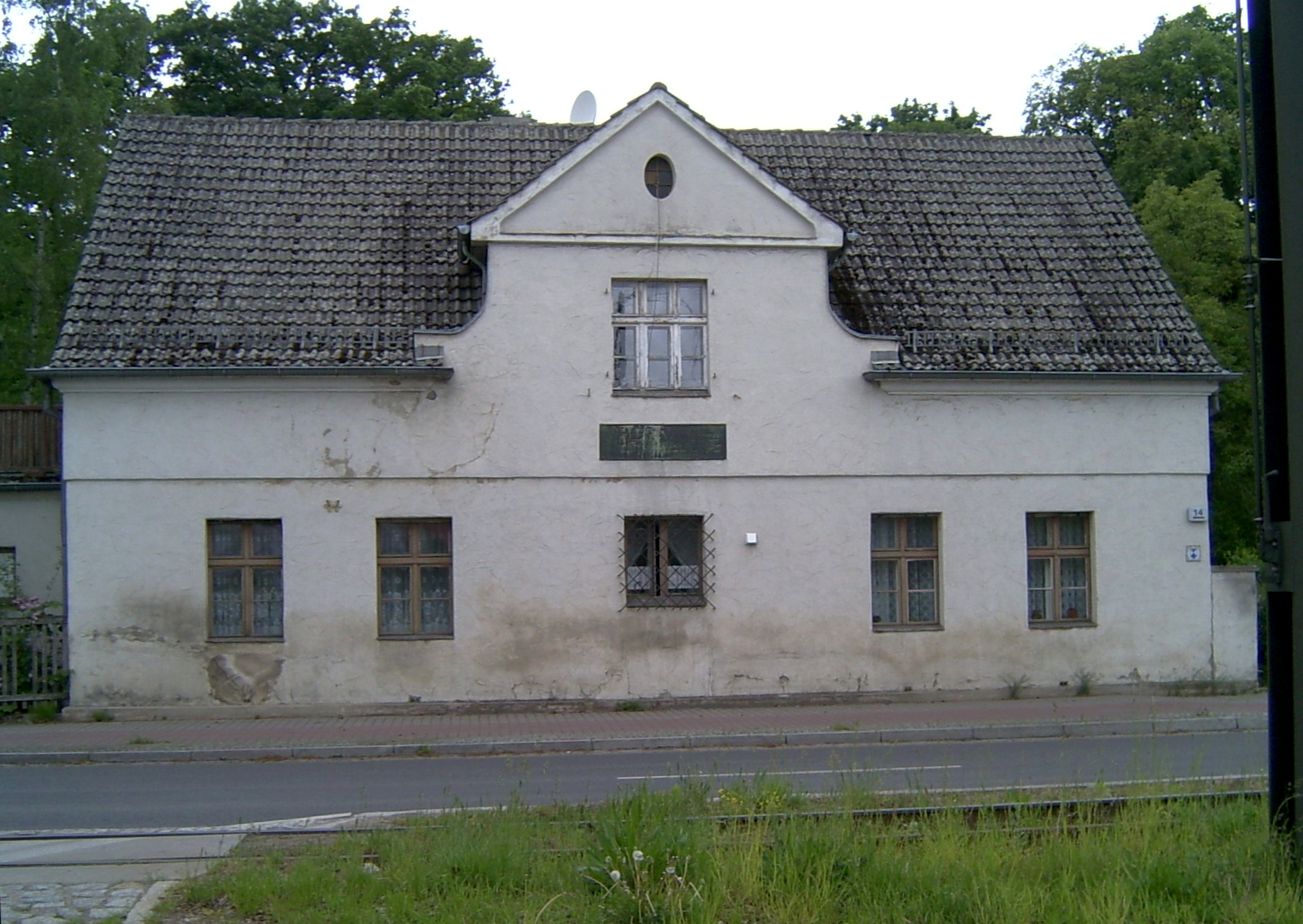
Lützowhaus en Schöneiche.

Lützow nació en Berlín, hijo del general Johann Adolph von Lützow (1748-1819) y de Wilhelmine (née von Zastrow) (1754 a 1815). Se alistó en el Ejército prusiano en 1795, y once años más tarde tomó parte en la desastrosa batalla de Jena con el rango de teniente. Posteriormente destacó durante el asedio de Kolberg como líder de un escuadrón de voluntarios de Ferdinand von Schill.
En 1808 se retiró del ejército prusiano con el rango de mayor, indignado por las humillantes condiciones del tratado de Tilsit. Tomó parte en la heroica aventura de su antiguo comandante Schill en 1809: fue herido y dejado atrás en Dodendorf, escapando así al destino de sus camaradas, muchos de los cuales caerían en la batalla de Stralsund o serían ejecutados por orden de Napoleón en las postrimerías. El señor del pueblo de Schöneiche le ayudó a ocultarse en una pequeña cabaña de cazadores en los lindes de la aldea, donde Lützow se recuperó de sus heridas. Actualmente el edificio que ocupa el lugar de aquella cabaña es conocido como Lützowhaus ('Casa de Lützow') en conmemoración de este episodio.

## Cuerpo de voluntarios
En 1811, regresó al ejército prusiano, y al estallar la Guerra de independencia alemana recibió el permiso de Scharnhorst para organizar un cuerpo de voluntarios que contara con infantería, caballería y tiradores tiroleses, con el objeto de atacar el flanco y la retaguardia franceses en operaciones de guerrilla, y atraer a los gobiernos de los estados menores germánicos del lado de los aliados. Debido al color de su uniforme, fueron conocidos como los «Cazadores Negros» (Schwarze Jäger).
El valor de la «Tropa Negra» queda conmemorado en el poema de Theodor Körner Lützows wilde, verwegene Jagd («La osada cacería salvaje de Lützow»). Como ayudante de Lützow, falleció en batalla. Entre otros miembros notables del cuerpo se encontraban Friedrich Fröbel y Friedrich Ludwig Jahn. Este incidente fue retratado en la película de 1927 La cacería salvaje de Lützow, dirigida por Richard Oswald.
Este cuerpo jugó un importante papel en la campaña de 1813. Pero Lützow fue incapaz de coaccionar a los estados menores, y el vagabundeo del cuerpo tuvo escasa influencia militar. En Kitzen (cerca de Leipzig) el cuerpo entero, ignorante del armisticio de Poischwitz, quedó aislado en el lado francés de la línea de demarcación, y aniquilado como fuerza de combate. El mismo Lützow, herido, regresó abriéndose camino con los supervivientes, y comenzó inmediatamente a reorganizar el cuerpo con nuevos reclutas.
En la segunda parte de la campaña el cuerpo sirvió en una campaña regular bajo el mando de Wallmoden. Lützow y sus hombres se distinguieron en Gadebusch (donde cayó Körner) y en Göhrde (donde Lützow, por segunda vez, fue gravemente herido al frente de la caballería). Tras ser posteriormente enviado contra Dinamarca, y tomar parte en el asedio de Jülich, en 1814 Lützow cayó en manos de los franceses.

## Carrera tardía

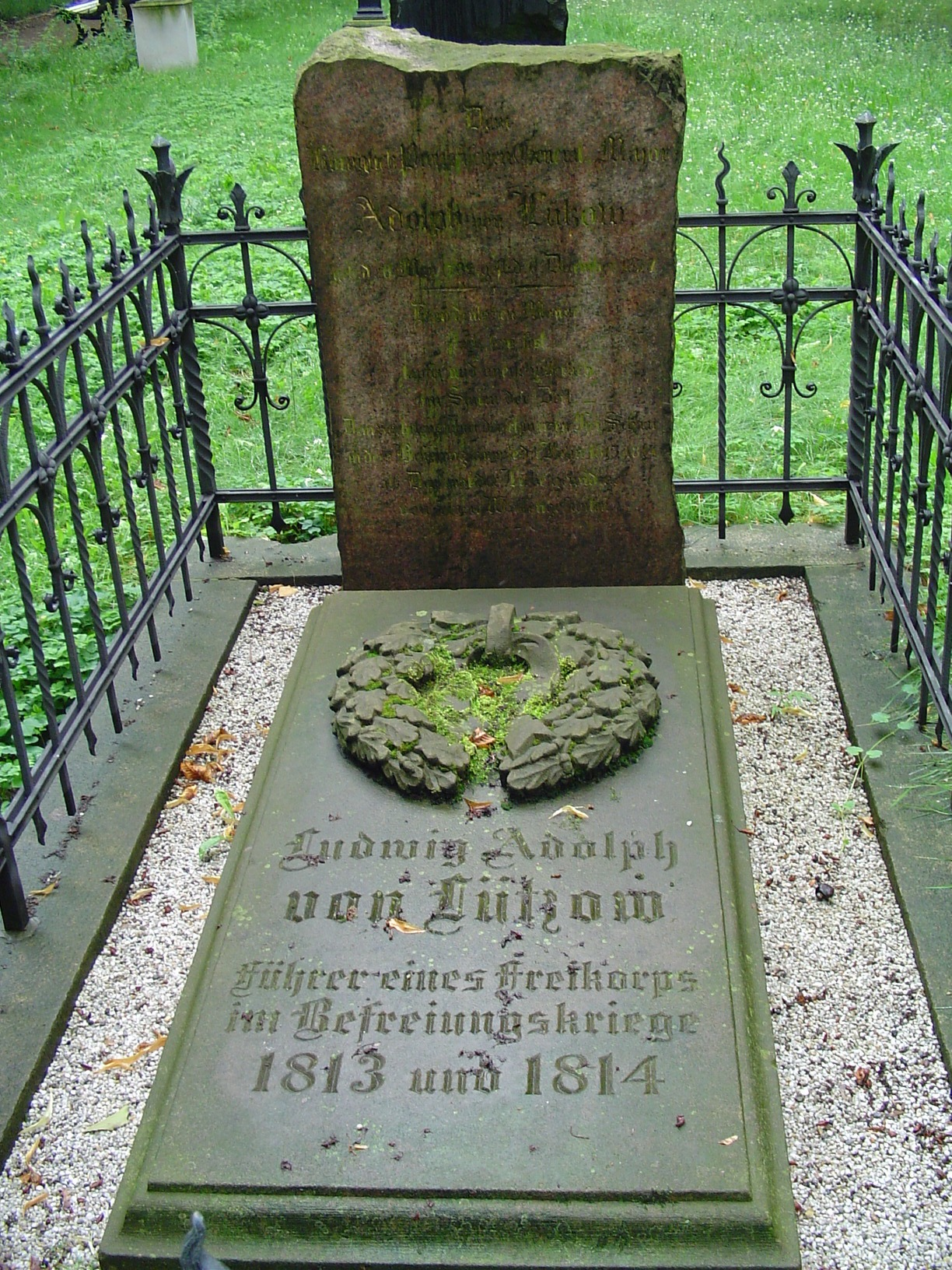
Su tumba en el antiguo cementerio militar de Berlín.

Tras la paz de 1814, el cuerpo quedó disuelto, quedando la infantería integrada en el 25.º Regimiento, y la caballería en el 6.º de Ulanos. En Ligny, Lützow lideró la carga del 6.º de Ulanos, pero la formación quedó rota por la caballería francesa, y él finalmente quedó en manos del enemigo. Consiguió escapar el día de Waterloo, y ese mismo año fue ascendido a coronel. Posteriormente sería promocionado de nuevo a mayor-general, en 1822, y a teniente general (a su retiro) en 1830.
Uno de los últimos actos de su vida por los que es recordado es su reto (el cual fue ignorado) a Blücher, quien tras quedar desmontado en la desbandada del 6.º Regimiento de Ulanos en Ligny, registró comentarios despectivos en su informe oficial, a juicio del coronel.

## Legado
Varios barcos de guerra alemanes, incluyendo el crucero de batalla SMS Lützow de la Primera Guerra Mundial, y el crucero pesado Lützow (ex-Deutschland) de la Segunda Guerra Mundial, fueron bautizados en su honor.
La 37.ª SS-Freiwilligen Kavallerie Division Lützow también recibió su nombre.
Los colores nacionales de Alemania, negro, rojo y oro, provienen del icónico uniforme negro de Lützow, que lucía una insignia roja y botones dorados.